# Transaviabaltika
Transaviabaltika — литовська авіакомпанія, яка базується в міжнародному аеропорту Каунас. Заснована в 1998 році. Починаючи з 2016 року виконує субсидовані пасажирські рейси між Талліном та естонськими островами Сааремаа і Гіюмаа. Крім цього також займається чартерними вантажними перевезеннями в Європу для компаній UPS, TNT і DHL.

## Флот
Авіапарк компанії складається з чотирьох легких двомоторних турбоґвинтових літаків.
| Тип судна        | Кількість | Пасажири | Фотографія |
| ---------------- | --------- | -------- | ---------- |
| Let L-410UVP-E   | 3         | 19       |            |
| BAe Jetstream 32 | 1         | 19       |            |

## Напрямки
У травні 2016 року компанія виграла тендер естонського уряду на виконання соціально-значущих рейсів між Талліном і аеропортами Курессааре и Кярдла. Необхідність у цьому виникла після того, як у авіакомпанії Avies, що раніше працювала на цьому маршруті, через проблеми з безпекою польотів було відкликано ліцензію. За кожен рейс Transaviabaltika отримуватиме від естонської держави 1 980 і 1 520 євро відповідно. За перший рік було перевезено близько 21 000 пасажирів. Контракт діє до травня 2019 року.
Крім цього, компанія також виконує вантажні та пасажирські чартери у Вільнюс, Мінськ, Санкт-Петербург, і деякі інші міста.